# Py (Pyrénées-Orientales)
Py (catalansk: Pi de Conflent) er en by og kommune i departementet Pyrénées-Orientales i Sydfrankrig.

## Geografi
Py ligger 64 km sydvest for Perpignan. Nærmeste byer er mod sydvest Mantet (11 km) og mod nord Sahorre (7 km).

## Demografi

### Udvikling i folketal
| 1962                                                              | 1968 | 1975 | 1982 | 1990 | 1999 | 2007 | 2014 | 2017 |
| ----------------------------------------------------------------- | ---- | ---- | ---- | ---- | ---- | ---- | ---- | ---- |
| 146                                                               | 113  | 102  | 95   | 97   | 107  | 110  | 93   | 88   |
| Tal fra og med 1962 er uden dobbelttælling (sans doubles comptes) |      |      |      |      |      |      |      |      |